# ویلیام میکائیلیان
ویلیام میکائلیان (متولد ۲۰ مه ۱۹۵۶) یک رمان‌نویس ارمنی-آمریکایی، نویسنده داستان کوتاه و شاعر است. او در دینوبا، کالیفرنیا، یک شهر کوچک در جنوب شرقی فرزنو به دنیا آمد و در مزرعه خانوادگی خود بزرگ شد. او از سال ۱۹۸۷ در سیلم، اورگن زندگی می‌کند. داستان‌ها، اشعار و نقاشی‌های او در نشریات ادبی در ایالات متحده و ارمنستان منتشر شده‌اند؛ آثار او در رادیو ملی ارمنستان اجرا شده است. داستان‌ها و اشعار او در آرارات (نیویورک)، یک مجله فصلی که به کارهای ادبی و تاریخی در موضوعات ارمنی اختصاص دارد، منتشر شده است. او همچنین به پروژه شعر ارمنی چندزبانه که توسط لولا کونداکیان در نیویورک مدیریت و تولید می‌شود، کمک می‌کند. در سال ۲۰۰۳، او یک گفتگوی ادبی آنلاین به نام «گفتگو ادامه دارد» را با جان بربریچ، ناشر و سردبیر فصلنامه ادبی کوچک بارباریک یاوپ (راسل، نیویورک) راه‌اندازی کرد.

## ارزیابی
آثار میکائلیان توسط منتقدان با آثار والت ویتمن، جیمز تربر، ساموئل بکت و فئودور داستایفسکی مقایسه شده است. تحلیل رفتار انسانی معاصر، همدردی با ستمدیدگان، طنز و احساس قوی ضد جنگ از ویژگی‌های بارز آثار او هستند. بسیاری از اشعار و نثرهای او دارای کیفیتی شاعرانه و ریتمیک هستند؛ در بسیاری از قطعات، نقاشی بصری آن‌ها به این آثار افزوده است. تأثیرات دیگر شامل ریچارد براتیگان، توماس وولف، گی دو موپاسان و ویلیام سارویان، نویسنده معاصر و پسرعموی مادربزرگ نویسنده است.
میکائلیان همچنین نقاشی‌های متعددی منتشر کرده است. بیشتر آن‌ها پرتره‌هایی از افراد خیالی با تأکید اغراق‌آمیز بر روی چشم‌ها هستند که توجه را جلب کرده و به انتقال طیف وسیعی از احساسات کمک می‌کنند. مطالعه‌ای پیشرفتی از نقاشی‌ها در وب‌سایت میکائلیان نشان می‌دهد که موضوعات او به مرور زمان جنبه‌ای غم‌انگیزتر یا مشکل‌دارتر به خود گرفته‌اند. این امر به ویژه در نقاشی‌های مدادی که همراه با آهنگ‌ها و نامه‌ها، مجموعه‌ای عمدتاً خودزندگی‌نامه‌ای از شعر و نثر که او در سال ۲۰۰۵ آغاز کرد، مشهود است.

## وب‌سایت
وب‌سایت میکائلیان، «همه چیزهایی که می‌دانم را به شما می‌گویم»، یک آرشیو گسترده است که شامل نسخه‌های کامل و مجاز بسیاری از آثار نویسنده؛ مطالب خودزندگی‌نامه‌ای که بر دوره‌های مختلف زندگی او از جمله حال حاضر تمرکز دارد؛ نقدها، تفسیرها، دستورهای غذایی خانوادگی و صدها نقاشی نویسنده است. مطالب به بخش‌هایی سازماندهی شده‌اند؛ هدف هر بخش در مقدمه یا پیش‌گفتار به وضوح تعریف شده است. سایت همچنین شامل آثار در حال پیشرفت است که پس از تکمیل، برای دسترسی عمومی نگهداری می‌شوند. یادداشت‌های مفید و اطلاعات پس‌زمینه‌ای مربوط به انتشارات چاپی نویسنده و سایر انتشارات آنلاین در یک صفحه اخبار گنجانده شده است.

## چیزی برای شنیدن

### خلاصه
چیزی برای شنیدن روایت اول شخص تخیلی استیون مونرو، مردی خوداشتغال و مطلقه است که با ورشکستگی مالی و ناپایداری عاطفی دست و پنجه نرم می‌کند. هنوز عاشق همسر سابقش، مری، و به شدت به پسر نوجوانشان، مت، وابسته است، شخصیت اصلی میکائلیان با احساس گناه و کمبود اعتماد به نفس به سوی تأیید مثبت خود مبارزه می‌کند. با کشف استعدادی ناشناخته و امید فزاینده به تجدید رابطه با مری، استیون به‌طور طنزآمیز با مشکلات زندگی روزمره دست و پنجه نرم می‌کند و در عین حال به دنبال علت اصلی آن‌ها در جامعه و خود است. رمان بر یک هفته پرتنش تمرکز دارد که در آن استیون و مری سفر طولانی به زادگاه استیون برای دیدار با مادر پیر استیون را انجام می‌دهند. این سفر عاطفی خسته‌کننده به امکان آشتی کامل زوج منجر می‌شود.

### اهمیت اجتماعی
در حالی که داستان می‌تواند به خاطر عنصر رمانتیک، عنصر طنز و برخورد دقیق میکائلیان با شخصیت‌های اصلی و فرعی‌اش لذت‌بخش باشد، نویسنده از شخصیت اصلی خود برای پرداختن به چندین نگرانی عمده اجتماعی استفاده می‌کند. این‌ها شامل فقر و بی‌خانمانی؛ حضور و تهدید مداوم جنگ؛ کاستی‌های آموزش عمومی و بیگانگی اجتماعی هستند. در نتیجه، داستان از چارچوب ساده خود فراتر می‌رود و به عنوان یک مجموعه از مشاهدات معاصر مرتبط و به عنوان یک درخواست قوی برای درک و خودکاوی عمل می‌کند.

### تاریخچه انتشار
این رمان ابتدا برای انتشار چاپی در سال ۲۰۰۲ برنامه‌ریزی شده بود. با این حال، میکائلیان اثر را در سال ۲۰۰۳ خود منتشر کرد، پس از آنکه به صورت عمومی مشکلات، بی‌نظمی‌های تجاری و تأخیرهایی که با ناشر کتاب تجربه کرده بود را مستند کرد. نسخه اصلی منتشر شده را می‌توان در وب‌سایت او یافت. صفحه عنوان شامل پیش‌گفتاری برای متن الکترونیکی کامل؛ هنر جلد اصلی برای نسخه چاپی منتشر نشده؛ نسخه تبلیغاتی در نظر گرفته شده برای جلد و چندین نقد کوتاه است. از زمانی که نویسنده رمان را در دسترس قرار داده است، تقاضا برای تعداد نامشخصی از نسخه‌های نقدی که توسط ناشر به تجارت کتاب توزیع شده بود، قبل از زمانی که ناشر قرارداد خود را شکست، افزایش یافته است. قیمت خرده‌فروشی اصلی برای کتاب ۱۴٫۹۵ دلار تعیین شده بود. به گفته نویسنده، قیمت‌ها برای یک نسخه نقدی در آمازون (شرکت) از ۳۳٫۰۰ دلار تا ۷۰۷٫۰۰ دلار متغیر بوده است. در یک یادداشت توضیحی در همان سایت، او متن در نسخه‌های نقدی را به عنوان معتبر و کامل تأیید می‌کند.

## آثار

### رمان‌ها
- چیزی برای شنیدن متن الکترونیکی (۲۰۰۳)

### داستان‌های کوتاه
- در میان زندگی و داستان‌های دیگر. Musclehead Press. (۲۰۰۰)
- زمانی برای کوتاه کردن موهایم ندارم متن الکترونیکی (۲۰۰۲)
- داستان‌های کوتاه اولیه متن الکترونیکی (۲۰۰۵)

### شعر
- اشعار زمستانی. سان فرانسیسکو: کتاب‌های کاسموسیس. شابک ‎۹۷۸-۰-۹۷۹۶۵۹۹-۰-۴ (۲۰۰۷)
- آهنگ دیگری که می‌شناسم. سان فرانسیسکو: کتاب‌های کاسموسیس. شابک ‎۹۷۸-۰-۹۷۹۶۵۹۹-۱-۱ (۲۰۰۷)
- ذهن‌های بزرگ همفکر. شعر شامل در بخش اشعار جمع‌آوری شده وب‌سایت نویسنده.

### ترجمه‌ها
- نقشه قلب من. ایروان، ارمنستان: آرتاسامانیان گراکانوتیون. شابک ‎۹۹۹۴۱-۰-۱۳۶-۶ (۲۰۰۴)
- زبان قدیمی. ایروان، ارمنستان: تیگران متس. شابک ‎۹۹۹۴۱-۹۱۷-۱-۳ (۲۰۰۴)

### ژورنال‌های روزانه
- یک دست کف زدن متن الکترونیکی (۲۰۰۳–۲۰۰۵)

1. ↑  "نقشه قلب من." آرارات، زمستان ۲۰۰۱.
2. ↑  "بیوگرافی رین‌تایگر". 2005. Retrieved 2007-08-28.
3. ↑  آینه‌نگار ارمنی، ۵ ژانویه ۲۰۰۲.
4. ↑  آیتکن-اسمیت، ترنت (۲۰۱۰-۰۹-۱۳). "راه زائر - ویلیام میکائلیان". Archived from the original on 2015-11-27. Retrieved 2021-11-25.
5. ↑  هوور, دنیس (2003). نقد فهرست کتاب. شرکت کتاب‌های هنری خلاق. ISBN 0-88739-470-1.
6. ↑  بدیکیان، لوری. اشعار زمستانی و آهنگ دیگری که می‌شناسم، نقد شده در گزارشگر ارمنی، ۲۰۰۸-۲۶-۱.
7. ↑  بولگر، جیسون (۲۰۰۷). فصلنامه کاسموسیس، پاییز ۲۰۰۷.
8. ↑  میکائلیان, ویلیام (2006). "گفتگو ادامه دارد - ویلیام میکائلیان و جان بربریچ دربارهٔ ویلیام سارویان بحث می‌کنند". Retrieved 2007-08-29.
9. ↑  تعداد صفحات فعلی در اعتبارات انتشار در صفحه اصلی سایت ذکر شده است.
10. ↑  همفری، الیزابت کینگ (۲۰۰۳). نقد شده در خواننده اجباری بایگانی‌شده  در ۲۰۰۵-۱۰-۰۱ توسط Wayback Machine. بازیابی شده در ۲۰۰۸-۱۸-۰۱.
11. ↑  بربریچ، جان (۲۰۰۳). نقد شده در بارباریک یاوپ، سپتامبر ۲۰۰۳.
12. 1 2  http://www.williammichaelian.com/news/news.html بازیابی شده در ۲۰۰۷-۱۱-۱۲.
13. ↑  http://www.williammichaelian.com/book1/book1.html بازیابی شده در ۲۰۰۷-۱۱-۱۲.
14. ↑  https://www.amazon.com/dp/0887394701 بازیابی شده در ۲۰۰۷-۱۱-۱۲.

در حال تهیهٔ متن مقاله، کمی صبر کنید